# Marie Stritt
Marie Stritt, född Bacon 18 februari 1855, död 16 september 1928, var en tysk kvinnorättsaktivist. Hon var ordförande i Bund Deutscher Frauenvereine 1899–1910, i Deutscher Verband für Frauenstimmrecht 1913–1919, och i International Alliance of Women 1913–1920. 
Marie Stritt var dotter till politikern Josef Martin Bacon (1820–1885), som tillhörde den tyskspråkiga minoriteten i Sighișoara i Transsylvanien i Rumänien. Hon flyttade 1873 till Wien, där hon utbildade sig till skådespelare, och tog sedan engagemang i Karlsruhe i Tyskland, där hon gifte sig med operasångaren Albert Stritt (1847–1908). 
Marie Stritt avslutade sin skådespelarkarriär 1889 och flyttade till Dresden, där hon engagerade sig i kvinnorörelsen introducerad av sin mor. År 1904 stod hon värd för den internationella kvinnokonferensen i Berlin, och 1920 var hon Tysklands representant vid den internationella kvinnokonferensen i Genève.